# Килгер, Чед
Чед Килгер (англ. Chad Kilger; 27 ноября 1976, Корнуолл, Канада) — бывший профессиональный канадский хоккеист, левый нападающий. Завершил карьеру игрока в 2009 году.

## Карьера
Свою карьеру Чед Килгер начал в юниорской лиге Онтарио в составе клуба «Кингстон Фронтенакс»
На драфте НХЛ 1995 года был выбран в 1 раунде под общим 4 номером командой «Анахайм Майти Дакс». 7 февраля 1996 года обменян в «Виннипег Джетс». 4 марта 1998 года обменян в «Чикаго Блэкхокс». 20 марта 1999 года обменян в «Эдмонтон Ойлерз». 18 декабря 2000 года обменян в «Монреаль Канадиенс». 9 марта 2004 года приобретён с драфта отказов командой «Торонто Мейпл Лифс».

## Статистика
```
                                            --- Regular Season ---  ---- Playoffs ----
Season   Team                        Lge    GP    G    A  Pts  PIM  GP   G   A Pts PIM
--------------------------------------------------------------------------------------
1993-94  Kingston Frontenacs         OHL    66   17   35   52   23   6   7   2   9   8
1994-95  Kingston Frontenacs         OHL    65   42   53   95   95   6   5   2   7  10
1995-96  Anaheim Mighty Ducks        NHL    45    5    7   12   22  --  --  --  --  --
1995-96  Winnipeg Jets               NHL    29    2    3    5   12   4   1   0   1   0
1996-97  Springfield Falcons         AHL    52   17   28   45   36  16   5   7  12  56
1996-97  Phoenix Coyotes             NHL    24    4    3    7   13  --  --  --  --  --
1997-98  Springfield Falcons         AHL    35   14   14   28   33  --  --  --  --  --
1997-98  Phoenix Coyotes             NHL    10    0    1    1    4  --  --  --  --  --
1997-98  Chicago Blackhawks          NHL    22    3    8   11    6  --  --  --  --  --
1998-99  Chicago Blackhawks          NHL    64   14   11   25   30  --  --  --  --  --
1998-99  Edmonton Oilers             NHL    13    1    1    2    4   4   0   0   0   4
1999-00  Hamilton Bulldogs           AHL     7    4    2    6    4  --  --  --  --  --
1999-00  Edmonton Oilers             NHL    40    3    2    5   18   3   0   0   0   0
2000-01  Edmonton Oilers             NHL    34    5    2    7   17  --  --  --  --  --
2000-01  Montreal Canadiens          NHL    43    9   16   25   34  --  --  --  --  --
2001-02  Montreal Canadiens          NHL    75    8   15   23   27  12   0   1   1   9
2002-03  Montreal Canadiens          NHL    60    9    7   16   21  --  --  --  --  --
2003-04  Montreal Canadiens          NHL    36    2    2    4   14  --  --  --  --  --
2003-04  Hamilton Bulldogs           AHL     2    1    0    1    0  --  --  --  --  --
2003-04  Toronto Maple Leafs         NHL     5    1    1    2    2  13   2   1   3   0
2005-06  Toronto Maple Leafs         NHL    79   17   11   28   63  --  --  --  --  --
2006-07  Toronto Maple Leafs         NHL    82   14   14   28   58  --  --  --  --  --
2007-08  Toronto Maple Leafs         NHL    53   10    7   17   18  --  --  --  --  --
--------------------------------------------------------------------------------------
         NHL Totals                        714  107  111  218  363  36   3   2   5  13

```